# 빅토리아 (2013년 영화)
빅토리아(Victoria)는 노르웨이에서 제작된 토런 리안 감독의 2013년 드라마, 멜로/로맨스 영화이다. 크누트 함순의 동명의 소설을 바탕으로 제작되었다. 빌 스카스가드 등이 주연으로 출연하였다.

## 출연

### 주연
- 빌 스카스가드
- 제이콥 오프테브로
- 이븐 M. 에이커리

### 조연
- 아만다 움스
- 페트로넬라 바커
- 안네케 폰 데 리페

## 제작진
- 원작자: 크누트 함순